# Radrennbahn Stellingen

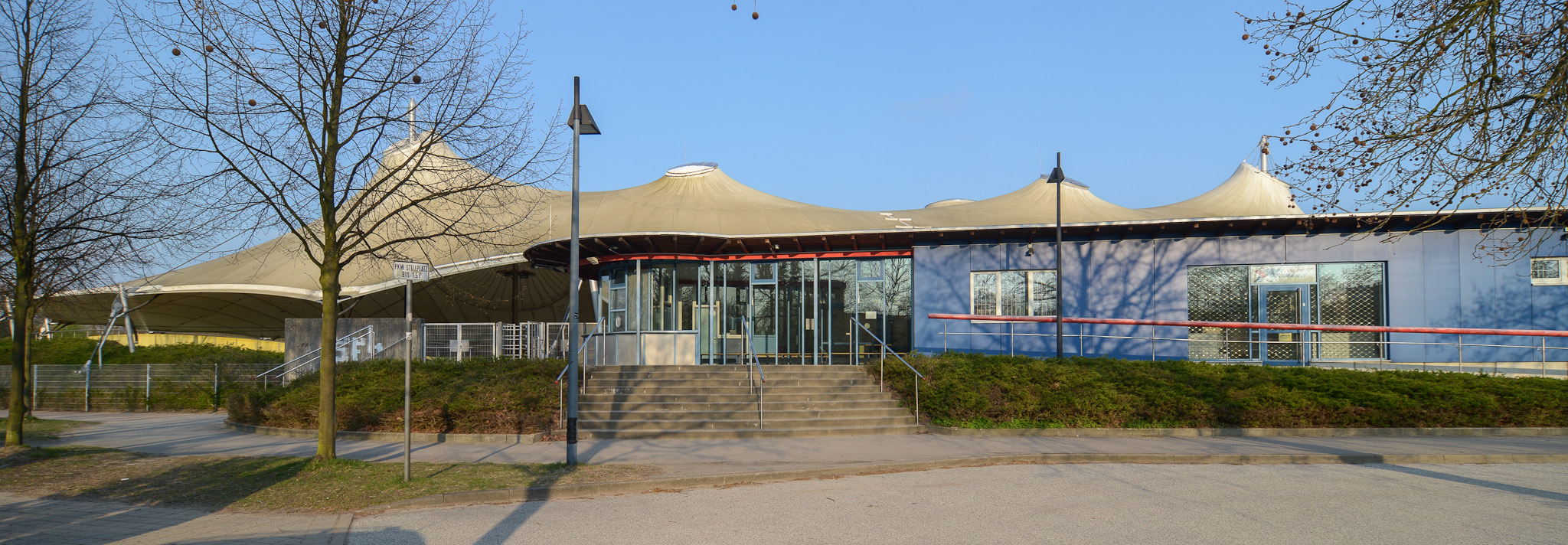
Außenansicht …

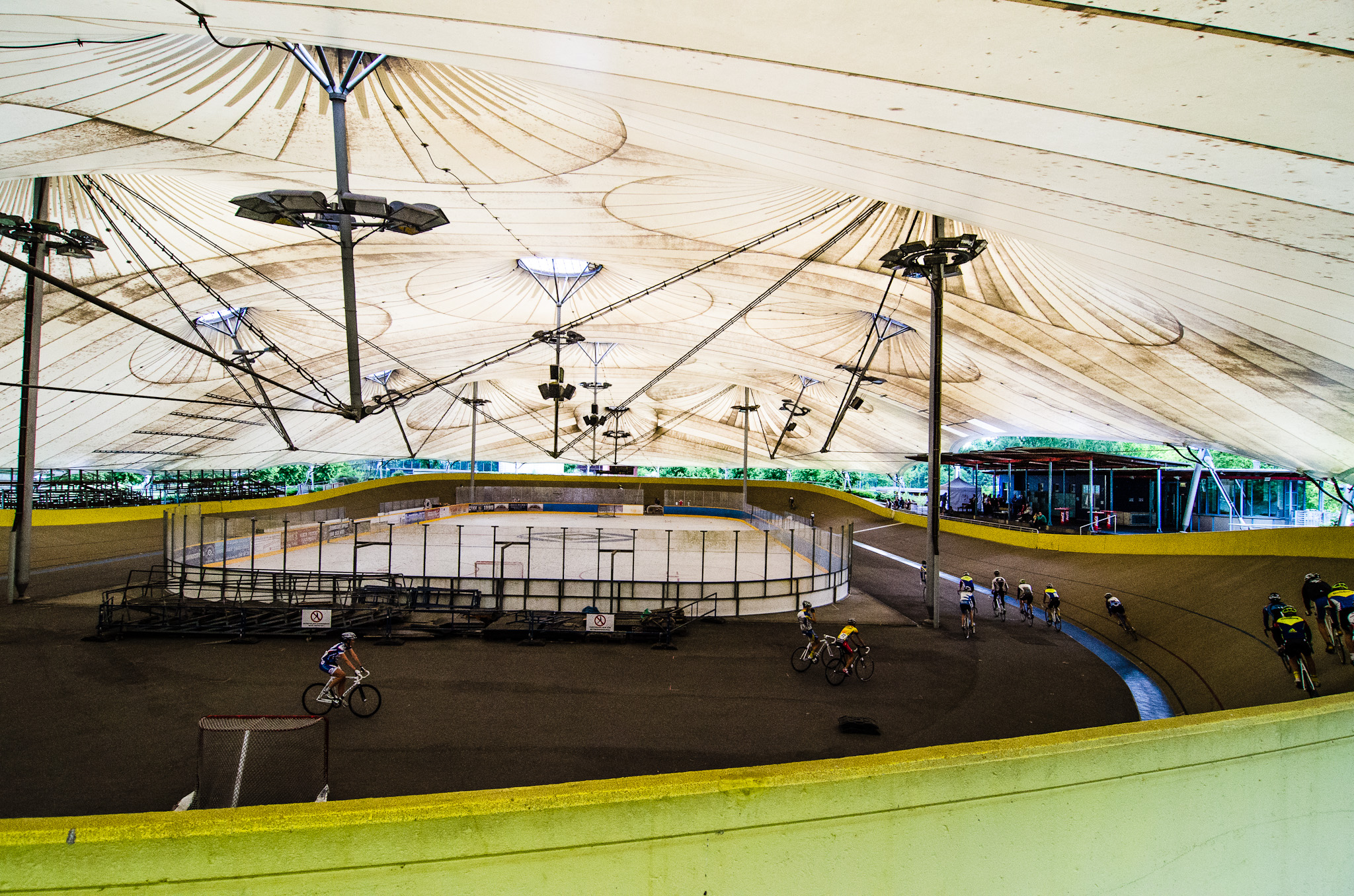
… und Innenansicht der Radrennbahn

Die Radrennbahn Stellingen befindet sich im Hamburger Stadtteil Stellingen.
Die Radrennbahn wurde 1961 erbaut. Sie ist 250 Meter lang, aus Beton und war zunächst offen. 1995 erhielt die Bahn ein einteiliges Zeltdach, das mit 7000 Quadratmetern Fläche das größte Zelt Europas ist, und ein neuer Belag aus Kunstharz wurde aufgetragen. Das 250 Meter lange Oval ist sechs Meter breit und hat eine Kurvenüberhöhung von 38 Grad. Sie ist die einzige überdachte Radrennbahn Norddeutschlands. 2000 und 2005 fanden auf der Radrennbahn in Stellingen die deutschen Bahnmeisterschaften statt.
Die Anlage liegt inmitten einer Kleingartenkolonie. In unmittelbarer Nähe befinden sich weitere Sportstätten: Die Squashanlage Sportwerk Hamburg, der Sportpark Eimsbüttel mit mehreren Fußballplätzen sowie die Tennisanlage des Vereins Grün-Weiss Eimsbüttel.
Die Bahn gehört der Freien und Hansestadt Hamburg. Im Sommer ist sie unter anderem die Heimspielstätte der WET Hamburg Hawks, welche in der Regionalliga Nord, sowie der Landesliga Hamburg in der Sportart Inline-Skaterhockey antreten. Im Winter wird sie als Eisbahn genutzt. Dort tragen zum Beispiel die HSV Young Freezers ihre Heimspiele in der Deutschen Nachwuchsliga, der höchsten Juniorenspielklasse im deutschen Eishockey, aus.
Im Rahmen der gescheiterten  Bewerbung von Hamburg für die Olympischen Sommerspiele 2024 standen Überlegungen im Raum, die etwas in die Jahre gekommene Stellinger Radrennbahn grundlegend zu sanieren, um sie olympiareif zu machen. Alternativ wurde der Bau einer temporären Halle für rund 5000 Zuschauer angedacht.